# Highland (condado de Vanderburgh, Indiana)
Highland es un lugar designado por el censo ubicado en el condado de Vanderburgh en el estado estadounidense de Indiana. En el Censo de 2010 tenía una población de 4489 habitantes y una densidad poblacional de 760,18 personas por km².

## Geografía
Highland se encuentra ubicado en las coordenadas 38°2′48″N 87°33′35″O / 38.04667, -87.55972. Según la Oficina del Censo de los Estados Unidos, Highland tiene una superficie total de 5.91 km², de la cual 5.87 km² corresponden a tierra firme y (0.57%) 0.03 km² es agua.

## Demografía
Según el censo de 2010, había 4489 personas residiendo en Highland. La densidad de población era de 760,18 hab./km². De los 4489 habitantes, Highland estaba compuesto por el 96.06% blancos, el 1.29% eran afroamericanos, el 0.02% eran amerindios, el 1.18% eran asiáticos, el 0.04% eran isleños del Pacífico, el 0.27% eran de otras razas y el 1.14% pertenecían a dos o más razas. Del total de la población el 0.85% eran hispanos o latinos de cualquier raza.